# Републикански път II-21
Републикански път II-21 е второкласен път, част от републиканската пътна мрежа на България, преминаващ по територията на области Русе и Силистра. Дължината му е 114,9 km.
Пътят започва от 1,5-и км на Републикански път I-2, в източната част на град Русе в непосредствена близост до ГКПП Русе - Гюргево и почти по цялото си трасе следи десният бряг на река Дунав. Преминава през градовете Мартен и Сливо поле и село Бръшлен и навлиза в Силистренска област, като по цялото си протежение в този участък преминава през крайдунавската низина Побрежие (Бръшлянска низина). В Област Силистра минава през село Нова Черна, заобикаля от юг град Тутракан и се отклонява на югоизток, отдалечавайки се от поречието на Дунав. Последователно преминава през селата Търновци, Богданци, Зафирово, Коларово и Нова Попина и достига до село Сребърна. След селото заобикаля от юг езерото Сребърна изкачва се на Добруджанското плато, достига западния край на село Айдемир, заобикаля го от юг и югозиточно от село Калипетрово се свързва с Републикански път I-7 при неговия 8,8-и км.
По протежението на пътя вляво и вдясно от него се отделят 7 броя третокласни пътища, в т.ч. 5 броя с трицифрени номера и 2 броя с четирицифрени:
Третокласни пътища с трицифрени номера:
- при 87,1 km – наляво Републикански път III-211 (10,4 km) до пристанище Попина;
- при 89,1 km – надясно Републикански път III-216 (30,2 km) до град Дулово;
- при 103,2 km – наляво Републикански път III-213 (15,5 km) до 6,9 km на Републикански път I-7 и 114,9 km на Републикански път II-21;
- при 108,9 km – наляво Републикански път III-215 (10,62 km) до ГКПП Силистра - Кълъраш и границата с Румъния;
- при 108,9 km – надясно Републикански път III-218 (30,5 km) до град Дулово;

Третокласни пътища с трицифрени номера:
- при 16,9 km в град Сливо поле – надясно Републикански път III-2102 (30,9 km) през селата Борисово, Черешово, Юпер, Божурово и Бисерци до 80,0 km на Републикански път II-49;
- при 63,8 km – надясно Републикански път III-2104 (14,1 km) през селата Царев дол и Черногор до град Главиница.

| Пътища, отклоняващи се надясно (населено място, № на пътя, посока на пътя) | Км    | Пътища, отклоняващи се наляво (посока на пътя, № на пътя, населено място)     |
| -------------------------------------------------------------------------- | ----- | ----------------------------------------------------------------------------- |
| Община Русе, Област Русе I-2, 1,5 km, гр. Русе ←                           | 0,0   | ← гр. Русе, 1,5 km, I-2, Област Русе Община Русе                              |
|                                                                            | 5,5   | → общински път (за гр. Мартен)                                                |
| гр. Мартен                                                                 | 6,8   | гр. Мартен                                                                    |
| (за с. Николово) общински път ←                                            | 7,5   |                                                                               |
|                                                                            | 9,5   | → общински път (за с. Сандрово)                                               |
| Община Сливо поле                                                          | 12,5  | Община Сливо поле                                                             |
| (до 80,0 km на II-49) III-2102, гр. Сливо поле, 0,0 km ←                   | 16,9  | → гр. Сливо поле, общински път (за с. Ряхово)                                 |
| (за с. Голямо Враново) общински път ←                                      | 27,2  | → общински път (за с. Бабово)                                                 |
| с. Бръшлен                                                                 | 31,2  | с. Бръшлен                                                                    |
| (за с. Цар Самуил) общински път ←                                          | 33,3  |                                                                               |
| Община Тутракан, Област Силистра                                           | 34,3  | Област Силистра, Община Тутракан                                              |
| (за с. Цар Самуил) общински път ←                                          | 35,2  |                                                                               |
| (за с. Сяново) общински път с. Нова Черна ←                                | 39,2  | с. Нова Черна                                                                 |
| (от гр. Търговище) II-49, 99,3 km →                                        | 46,5  |                                                                               |
|                                                                            | 47    | → общински път (за гр. Тутракан)                                              |
| (от 70,4 km на I-2) III-205, 79,8 km →                                     | 53,9  |                                                                               |
|                                                                            | 54,7  | → общински път (за гр. Тутракан)                                              |
|                                                                            | 56,7  | → общински път (за с. Пожарево)                                               |
| (за с. Антимово) общински път, с. Търновци ←                               | 62,7  | с. Търновци                                                                   |
| (до гр. Главиница) III-2104, 0,0 km ←                                      | 63,8  |                                                                               |
| Община Главиница                                                           | 66,4  | Община Главиница                                                              |
| (за с. Косара) общински път с. Богданци ←                                  | 68,8  | с. Богданци                                                                   |
| (от с. Окорш) III-235, 39,3 km, с. Зафирово →                              | 74,1  | → с. Зафирово, 39,3 km, III-235 (за пристанище Малък Преславец)               |
| с. Коларово                                                                | 78,1  | с. Коларово                                                                   |
| Община Ситово                                                              | 83,1  | → общински път (за с. Гарван), Община Ситово                                  |
| (за с. Искра) общински път, с. Нова Попина ←                               | 84,3  | с. Нова Попина                                                                |
|                                                                            | 87,1  | → 0,0 km, III-211 (за пристанище Попина)                                      |
| (до гр. Дулово) III-216, 0,0 km ←                                          | 89,1  |                                                                               |
| Община Силистра                                                            | 90,3  | Община Силистра                                                               |
| с. Сребърна                                                                | 96,2  | → с. Сребърна, общински път (за с. Ветрен)                                    |
| с. Айдемир                                                                 | 103,2 | → с. Айдемир, 0,0 km, III-213 (до 6,9 km на I-7 и 114,9 km на II-21)          |
| (до гр. Дулово) III-218, 0,0 km ←                                          | 108,9 | → 0,0 km, III-215 (до ГКПП Силистра - Кълъраш)                                |
| (до ГКПП Лесово - Хамзабейли) I-7, 8,8 km ← .                              | 114,9 | ← 8,8 km, I-7 (от ГКПП Силистра - Кълъраш) ← 15,5 km, III-213 (от с. Айдемир) |